# Centrognathus subrugosus
Centrognathus subrugosus är en skalbaggsart som beskrevs av Guérin-Méneville 1840. Centrognathus subrugosus ingår i släktet Centrognathus och familjen Cetoniidae. Inga underarter finns listade.